# Hamouda Bashir
Pour les articles homonymes, voir Bashir.
Hamouda Bashir est un footballeur soudanais né le 1er janvier 1983. Il joue au poste de milieu de terrain.
Il a participé à la Coupe d'Afrique des nations 2008 avec l'équipe du Soudan.

## Carrière
- 2004- : Al Hilal Khartoum ( Soudan)

## Palmarès
- Champion du Soudan en 2005, 2006 et 2007 avec Al Hilal Omdurman